# Parasqueva de Roma
Santa Parasqueva de Roma (Grego: παρασκευή) é venerada como mártir cristã do século II. Ela foi presa e torturada durante o reinado do imperador romano Antonino Pio por se ter recusado a adorar ídolos (divindades politeístas).  Apesar de ele a ter libertado depois de ela ter realizado um milagre que o curou da cegueira de que padecia, ela foi presa em múltiplas ocasiões posteriores por apenas ser cristã, sendo decapitada pelo governador romano Tarasius, adormecendo assim como uma Virgem-Mártir. 
É invocada para a cura de doenças nos olhos. A Igreja Católica Apostólica Romana Ortodoxa comemora-a no dia 26 de julho. 

## Vida

### Início de vida
A santa Parasqueva nasceu numa aldeia nos arredores de Roma, provavelmente durante o reinado do imperador Adriano (117-138). Os seus pais, Ágato e Polítia, eram cristãos de origem grega , e rezavam há muitos anos para que tivessem uma criança.  Quando Polítia finalmente engravidou, a criança nasceu ao dia da semana que hoje corresponde a uma sexta-feira, o dia do sofrimento do Nosso Senhor.  Eles, portanto, chamaram-na de Paraskevi (Παρασκευή), nome de etimologia grega, que significa literalmente "preparação", como o "dia da preparação", a véspera do sábado (sabat: ver Mc 15:42). Parasqueva cresceu e tornou-se uma mulher devota e instruída, que rejeitou muitos pretendentes. 
Após a morte dos seus pais, ela desfez-se de todas as suas posses  e tornou-se cabeça de uma comunidade de jovens virgens e viúvas.  Começou, também, a pregar a fé cristã  e, com 30 anos, deixou Roma e começou a pregar em muitas cidades e vilas.

### Perseguição
Na aldeia de Tarabya, na Turquia, ela foi presa por soldados do imperador Antonino Pio, e levada a julgamento. A causa foi blasfémia e que as suas palavras eram a causa de todos os males que se tinham abatido recentemente sobre o Império.  Antonino Pio tentou convencer Parasqueva a renunciar à sua fé, e até se ofereceu para casar com ela.  Parasqueva recusou e foi espancada e torturada, tendo-lhe sido prensado na cabeça um capacete de aço forrado com pregos.  Nada parecia afetá-la, e a sua resistência fez com que muitos se convertessem ao cristianismo. Finalmente, no fim do julgamento, Antonino Pio ordenou que Parasqueva fosse imersa numa grande caldeira com óleo e alcatrão. Contudo, ela até disso imergiu ilesa. Quando foi acusada de usar magia, Parasqueva respondeu atirando o líquido à cara do imperador. Ele ficou cego e pediu desesperadamente por ajuda. Antonino Pio recobrou a vista. Este milagre fê-lo converter ao cristianismo e a libertar Parasqueva.  Ele não perseguiu cristãos posteriormente. 

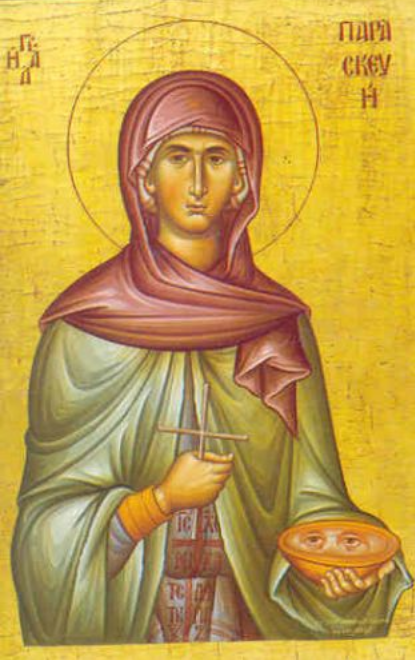
Ícone representando Santa Parasqueva.

Contudo, depois da morte de Antonino Pio, as leis mudaram uma vez mais, desta feita com o imperador Marco Aurélio. Uma praga atingiu o povo romano (ver Peste Antonina) e muitos, incluindo Marco Aurélio, consideravam os cristãos os responsáveis por irritar os deuses.  Parasqueva foi presa de novo, desta vez numa cidade governada por um homem chamado Asclepius, que a atirou para uma larga fogueira com uma grande cobra. Parasqueva, contudo, fez o sinal da cruz e a cobra caiu morta.  Tal como acontecera com Antonino Pio, o milagre de Parasqueva fez Asclepius converter-se ao cristianismo, e ele libertou Parasqueva. Ela continou a viajar de cidade em cidade, pregando a Fé.

### Morte
Finalmente, Parasqueva foi presa por uma última vez por um oficial romano chamado Tarasius, e levada ao templo de Apolo. Ao entrar no templo, Parasqueva fez o sinal da cruz e todos os ídolos do templo foram destruídos. Em vez de os espetadores se converterem, ficaram zangados e bateram em Parasqueva. Tarasius mandou-a, então, decapitar. 

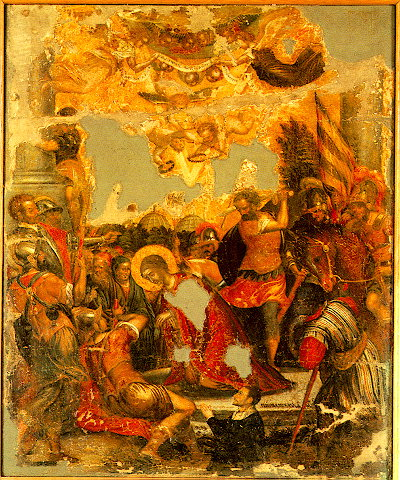
A morte de Santa Parasquevi por Michael Damaskinos.

### Narrativas de morte alternativas
De acordo com algumas tradições ortodoxas, Asclepius e Tarasius prenderam Parasqueva ao mesmo tempo. Enquanto Asclepius ficou comovido com o milagre da cobra na fogueira e desejava libertá-la, Tarasius não estava convencido. Foi ele, então, que a sentenciou à morte, após ela ter destruído os ídolos do templo de Apolo. 

## Veneração
Santa Parasqueva é a mais proeminente das santas curadoras femininas, e ela é largamente venerada como curadora dos cegos.   Por esta razão, ela é normalmente representada com dois globos oculares nas suas mãos. 
Os seus restos mortais foram levados para Constantinopla.  Apesar de não ser certo como ou quando as suas relíquias chegaram lá, parece que foram lá exibidas por volta de 1200, para serem acessíveis aos peregrinos. 
Santa Parasqueva é comemorada pela Igreja no dia 26 de julho. A sua celebração é precedida por um seviço de Matinas e é celebrada coma Divina Liturgia de São João Crisóstomo, feita no início da manhã. 

### Leituras bíblicas
Na Divina Liturgia: Gl 3:23-4:25; Mc 5:24-34. 

### Hinos

#### Apolytikion
O Apolytikon (grego: Ἀπολυτίκιον) ou Hino da Despedida é um hino final que varia de dia para dia de acordo com o calendário, e é cantado nos serviços da Igreja Ortodoxa no final dos ofícios (como as Matinas e as Vésperas). 
Primeiro Tom  Apropriado ao teu chamamento, ó Campeã Parasqueva, tu adoraste com a prontidão que o teu nome carrega. Para morada obteste fé, que é a tua homónima. Portanto, derramas cura e intercede pelas nossas almas. 

#### Contácio
O contácio (grego: κοντάκιον) é um hino cantado nos serviços da Igreja Ortodoxa, funcionando como um sermão poético.  Portanto, originalmente eram muito extensos e continham várias estrofes - sendo tão longos que tinham que ser enrolados numa vara para serem usados durante os serviços.  Isto explica a origem do nome contácio, derivado do grego κόνταξ (kontax), que significa "cajado" ou "pau" e que se refere especificamente à vara na qual o papel é enrolado.  No uso moderno, o contácio é largamente abreviado. 
Plagal no Quarto Tom Ó mais majestosa, nós descobrimos que o teu templo é uma clínica espiritual em que todos os fiéis ressonantemente te honram, ó famosa e venerável mártir Parasqueva.

## Lendas
"De acordo com a tradição do povo de Epiro, Parasqueva não foi martirizada em Roma como mencionado na sua hagiografia tradicional, mas em Tesprócia onde o Mosteiro de Santa Parasqueva de Pounta está hoje. De acordo com esta tradição, fortemente tida pelos locais, o corpo decapitado da santa foi sepultado aqui e o seu túmulo ainda é venerado hoje. É dito que os perseguidores de Santa Parasqueva arrastaram-na até à margem do rio Auqueronte para a decapitar. Ao ser levantada a espada sobre a sua cabeça, ela agarrou num pilar de pedra que agarrou tão firmemente que as marcas das suas mãos derreteram no pilar, deixando lá uma marca permanente. Uma igreja foi eventualmente erguida aqui pelos fiéis em sua honra guardaram as suas santas relíquias. O seu crânio foi eventualmente colocado nas paredes da igreja, apesar de hoje ser guardado no Mosteiro Petraki, em Atenas." 
Os peregrinos cortavam porções do pilar de pedra que Parasqueva agarrara para servirem de talismãs, até ao ponto que, em 1960, o tamanho da pedra era metade do original.
É dito, na tradição ortodoxa, que os milagres de Parasquva continuaram para além da sua morte. No seu túmulo, cegos recobraram a vista, mulheres estéreis engravidaram e coxos andaram. É dito que a terra do seu sepulcro tem grande poder. 
Esta página foi originalmente traduzida da página "Paraskevi of Rome" da Wikipédia em inglês.